# Groupement III/5 de Gendarmerie mobile
Le groupement III/5 (GGM III/5) était un groupement de Gendarmerie mobile française implanté à Clermont-Ferrand (Puy-de-Dôme) et ayant appartenu à la région de Gendarmerie de Lyon. Dissous le 1er septembre 2011, il comportait 4 escadrons d'Auvergne et de Rhône-Alpes. Ses unités seront transférés sous le commandements du groupement I/5 de Sathonay-Camp.

## Transferts et implantation des unités
- Auvergne
  - EGM 31/5 à Clermont-Ferrand transféré au groupement I/5 en tant qu'EGM 16/5.
  - EGM 32/5 à Moulins transféré au groupement I/5 en tant qu'EGM 17/5.
  - EGM 33/5 à Aurillac transféré au groupement I/5 en tant qu'EGM 18/5.
- Rhône-Alpes
  - EGM 34/5 à Roanne transféré au groupement I/5 en tant qu'EGM 19/5.

## Appellations
- Groupement III/5 de Gendarmerie Mobile (1991-2011)